# Limatula hyperborea
Limatula hyperborea is een tweekleppigensoort uit de familie van de Limidae. De wetenschappelijke naam van de soort is voor het eerst geldig gepubliceerd in 1906 door A. S. Jensen.